# 4-Isopropylphenylisocyanat
4-Isopropylphenylisocyanat ist eine chemische Verbindung aus der Gruppe der organischen Isocyanate.

## Gewinnung und Darstellung
4-Isopropylphenylisocyanat kann durch Reaktion von Cumidin mit Phosgen gewonnen werden.

## Eigenschaften
4-Isopropylphenylisocyanat ist eine brennbare, schwer entzündbare, farblose bis gelbliche Flüssigkeit mit stechendem Geruch, die sich in Wasser zersetzt.

## Verwendung
4-Isopropylphenylisocyanat wird als Zwischenprodukt bei der Herstellung von Pestiziden verwendet.

## Sicherheitshinweise
Die Dämpfe von 4-Isopropylphenylisocyanat können mit Luft ein explosionsfähiges Gemisch (Flammpunkt 91 °C, Zündtemperatur ca.  450 °C) bilden.